# Emmanuel Todd

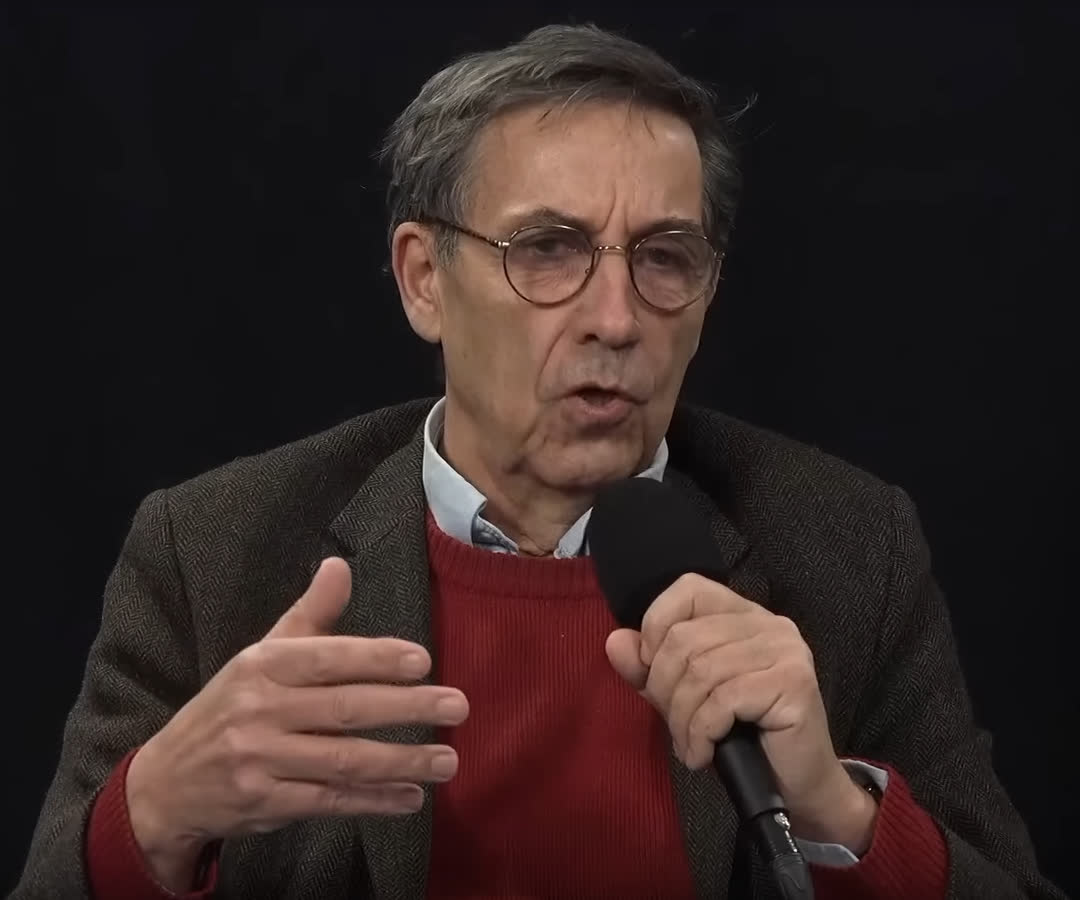
Emmanuel Todd in 2024.

Emmanuel Todd (geboren 16 mei 1951 in Saint-Germain-en-Laye, Frankrijk) is een Frans antropoloog, demograaf, historicus en essayist. 
Hij deed onderzoek aan het Institut national d'études démographiques (INED) inzake familiale structuren over de hele wereld en hun invloed op overtuigingen, ideologieën, politieke systemen en historische gebeurtenissen.
Todd publiceerde een hele reeks bijdragen in historisch-wetenschappelijke en politieke publicaties, en is (mede-)auteur van meer dan twintig – soms erg succesvolle - essays, waarvan vele gebaseerd waren op zijn hypothese dat ideologieën, politieke en religieuze systemen bepaald worden door familiale structuren en demografische variabelen. Hij maakte naam door reeds in 1976 in La Chute Finale (“De Afbraak”) het uiteenvallen van de Sovjet-Unie te voorspellen, op basis van de stijgende kindersterfte. In 2024 publiceerde hij het boek La Défaite de l'Occident (“De ondergang van het Westen”), over de dynamiek van het verval van de Westerse wereld, met de ineenstorting van Amerika als kernpunt. 
Zijn standpunten over de euro, Europa, Rusland, geopolitiek en protectionisme zijn controversieel en hebben soms tot verhitte debatten geleid.

## Publicaties
Enkele van zijn meest bekende werken, waarvan sommige ook in het Nederlands vertaald:  
- (fr) Todd, Emmanuel (11 januari 2024). La Défaite de l'Occident. ISBN 9782073041135.
- Todd, Emmanuel (5 oktober 2015). Wie is Charlie? xenofobie en de nieuwe middenklasse. ISBN 9789023496557.[1]
- Todd, Emmanuel (2004). Wereldmacht Amerika - essay over het verval van het Amerikaanse systeem. Prometheus.[2]
- Todd, Emmanuel (1977). De afbraak. Het onherroepelijke einde van het Kremlin. Manteau. ISBN 9789022305997.[3]